# 1310

## Esdeveniments
- Es cremen 54 templers a la foguera a França acusats d'heretgia
- Revolta popular a Venècia

## Naixements
- Berenguer de Cruïlles, President de la Generalitat de Catalunya

## Necrològiques
Països Catalans
- 13 d'octubre, Barcelona: Blanca de Nàpols, princesa de Nàpols i reina consort de la Corona d'Aragó pel seu matrimoni amb Jaume el Just (n. 1283).[1]

Resta del món
- 1 de juny, París: Margarida Porete, mística francesa, beguina, autora del Mirall de les ànimes simples, cremada a la foguera.[2]